# Ratonera

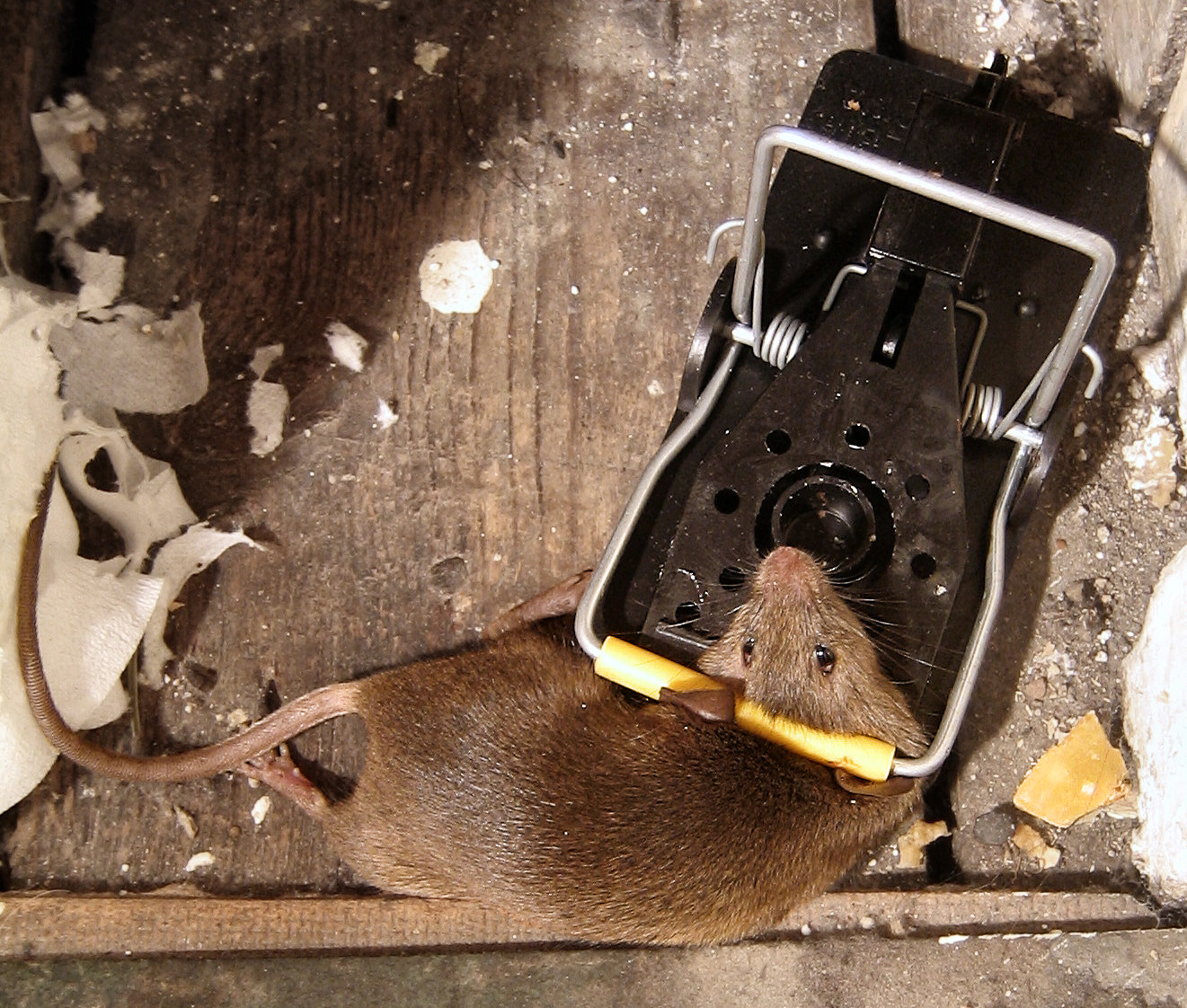
Un ratón sin vida en una ratonera.

Una ratonera es un tipo especializado de trampa diseñada principalmente para la captura de ratones, pero también se puede usar para atrapar otros animales pequeños. Las ratoneras son generalmente puestas en el interior, en lugares donde hay una sospecha de infestación de roedores. Existen varios tipos de trampa para ratones, cada uno con sus propias ventajas y desventajas. Algunas ratoneras están diseñadas para la captura de otras especies de animales, como ratas, ardillas, y otros pequeños roedores.

## Diseños de la ratonera

### Cepo de muelle

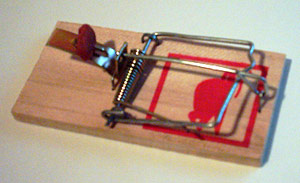
Cepo de muelle con su cebo.

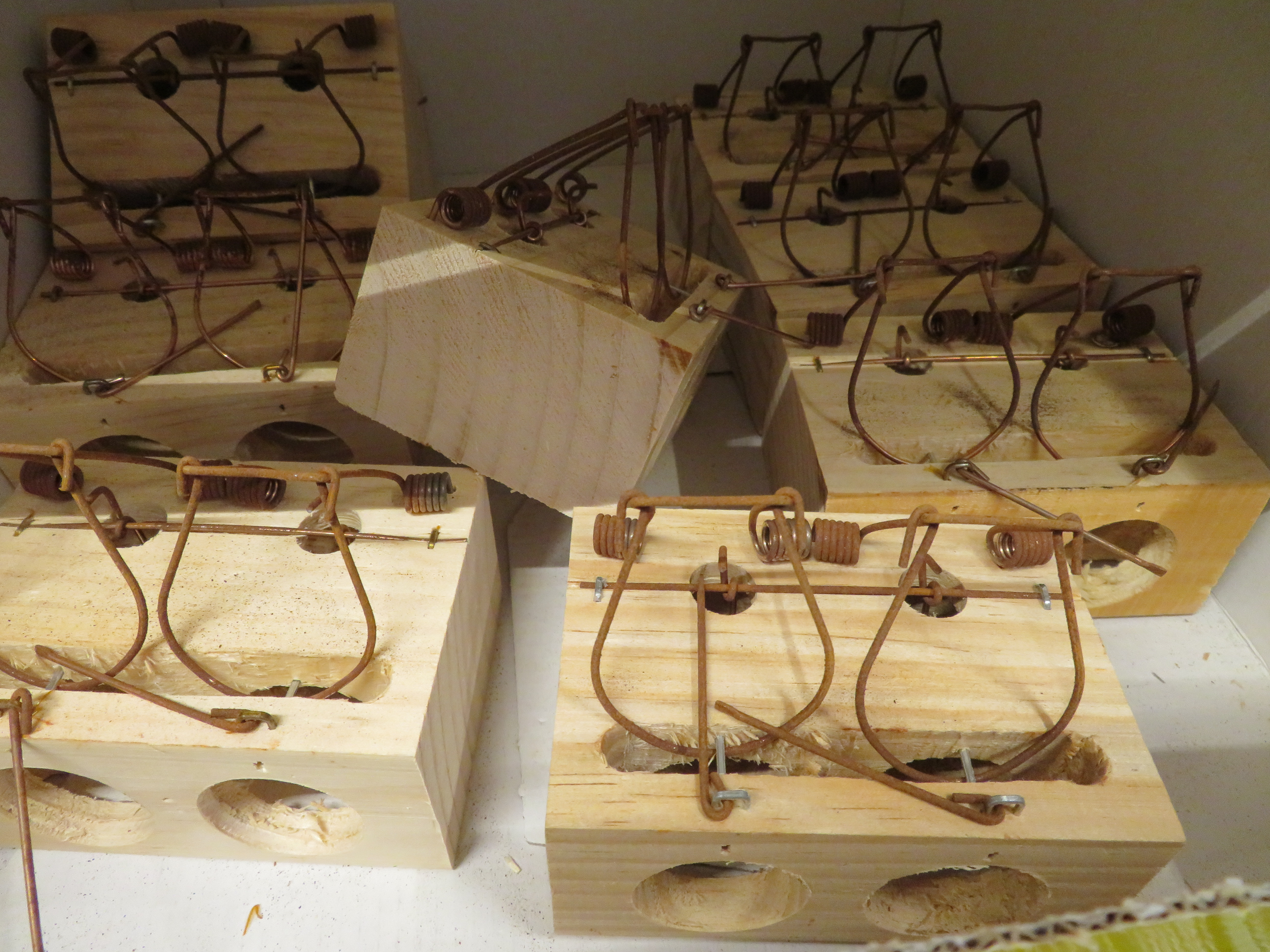
Ratoneras, trampas para ratones (España).

El primer cepo de muelle fue inventada por Junior C. Hooker, de Abingdon (Illinois), quien recibió la patente número 528.671 en EE. UU. por su diseño en 1894.
El tipo tradicional fue inventado por Hiram Stevens Maxim. Se trata de un sencillo dispositivo con un arco de alambre y un muelle. El queso se coloca en una trabilla como cebo. Otros alimentos como la avena, el chocolate, pan, carne, mantequilla y mantequilla de maní también son eficaces. El arco de alambre se cierra rápidamente y con mucha fuerza cuando, normalmente un ratón o una rata, toca la trabilla. El diseño es tal que el cuello del ratón se romperá; también puede quebrar sus costillas, o su cráneo. Las ratas, al ser más grandes, pueden escapar de las ratoneras, de modo que se utiliza una trampa más grande para ellas.

### Boca ratonera

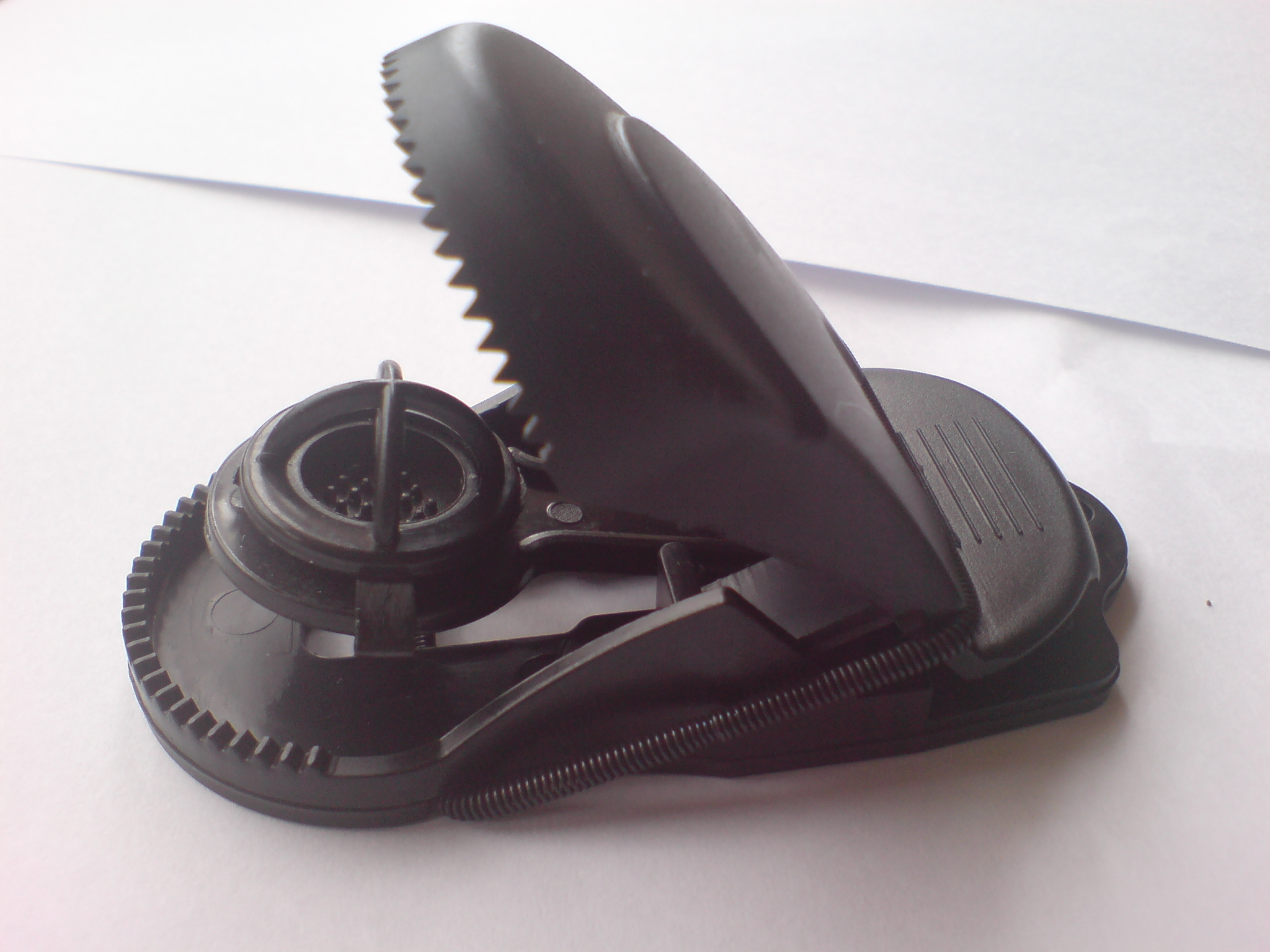
Boca ratonera.

Esta ligera ratonera consiste de un conjunto de mordazas de plástico operado por un resorte en espiral y mecanismo de activación en el interior de la trampa, donde se coloca el cebo. El disparador cierra las mandíbulas, las cuales pueden matar a muchos roedores.

### Ratonera eléctrica
Este tipo de trampa para ratones, más moderno, ofrece una descarga letal de electricidad cuando el roedor hace contacto con dos electrodos situados en la entrada, o entre la entrada y el cebo. Los electrodos se encuentran aislados en una caja de plástico para evitar lesiones a los seres humanos y animales domésticos. Pueden ser diseñados para uso doméstico. Ver Patente USPTO n.º 4250655 y Patente USPTO n.º 4780985

### Ratonera de pegamento
En esta trampa se pone pegamento en la superficie para que el ratón se quede pegado cuando pase encima. Se puede poner comida en la trampa para atraer a los ratones al pegamento.

### Ratonera de ratones vivos

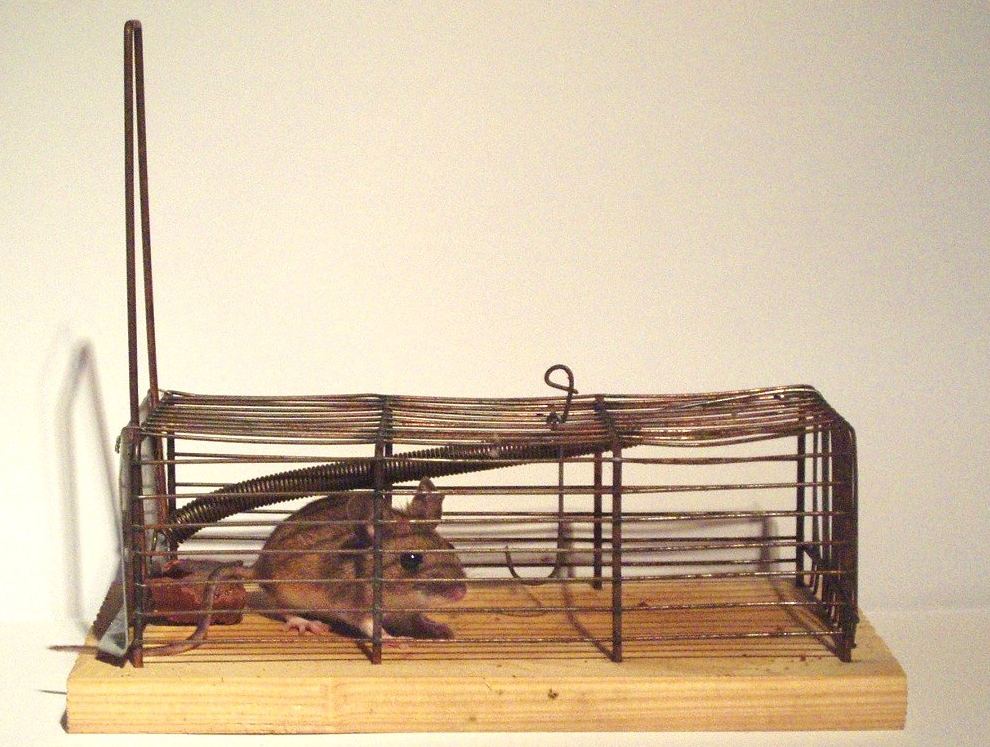
Ratonera de ratones vivos.

Otros diseños de ratoneras son los que capturan ratones vivos, para que puedan ser liberados en el medio silvestre. Es importante liberar al ratón rápidamente porque los ratones pueden morir de estrés o de deshidratación. La supervivencia después de la liberación no está garantizada, ya que los ratones tenderán a buscar asentamientos humanos, donde podrían encontrarse con ratoneras letales o pueden ser comidos por los depredadores.

## Alternativas
Muchos en lugar de usar ratoneras, usan veneno para ratas; generalmente se mezclan con comida y se dejan encima de un papel. Se debe tener mucho cuidado al usarlos debido a la toxicidad del producto, que es un peligro inherente para los niños y las mascotas.